# 幕末太陽傳
『幕末太陽傳』（ばくまつたいようでん、新字体で幕末太陽伝とも表記）は、1957年（昭和32年）7月14日に公開された日本の時代劇映画。監督：川島雄三、主演：フランキー堺。モノクロ、スタンダード（1.37:1）、110分。
古典落語の世界観を取り入れた異色コメディ映画で、幕末の品川宿を舞台に起こるさまざまな出来事が、グランド・ホテル形式で描かれる。第31回キネマ旬報ベストテン（1957年度）で日本映画部門第4位に選出されたのちも、時代を問わず観客の支持を得ており、川島の代表作とみなされているだけでなく、日本映画史上の名作に数えられる。
フランキー堺演じる主人公が走り去るラストシーンで、彼がそのままスタジオを飛び出し、（製作当時の）現代の街並みを走り抜ける、という演出構想を川島は持っていたが、現場の反対を受け却下された（後述）。

## ストーリー

### 佐平次と高杉
（※タイトルバックにおいて、製作当時の品川宿＝京浜国道・八ツ山橋周辺および、品川橋通りの様子が紹介され、ナレーションで「今は、北品川カフェー街と呼ばれる16軒の特飲街。売春防止法施行のため、閉鎖を余儀なくされている」と、舞台の歴史的経緯が伝えられる。）
文久2年（1862年）末。品川宿の妓楼「相模屋」前で、イギリス人と長州藩士が小競り合いとなる。その際に藩士・志道聞多のふところから金装の西洋式懐中時計が落ち、通りかかった佐平次という町人の男がそれをたまたま拾う。佐平次は仲間を連れ、懐中時計を使って金持ちを装い相模屋に入り、派手に遊んで飲み食いし、仲間を帰してそのまま居座る。
一方、売れっ子の遊女・こはるの部屋にもうひとりの居残り男がいた。長州藩士で攘夷の志士・高杉晋作であった。高杉は志道ら仲間とともに、御殿山に建設中の英国公使館の焼き討ちを計画していたが、建物の間取りがわからないために頓挫しかかっていた。高杉は佐平次が懐中時計を持っているのを見かける。時計はもともと高杉の私物で、金策のために志道に渡していたものだった。時計が売れなかったことを志道から聞いていた高杉は、時計をそのまま佐平次に贈る。
ある夜佐平次は、勘定を取りに来た妓夫の喜助に「無一文だ」と明かす。楼主の伝兵衛は怒り、佐平次に「居残り」を言い渡し、代金支払いの目処がつくまで行灯部屋（物置）に押し込めた。佐平次は給仕や幇間のまねごとをして座敷から座敷を渡り歩いて金を稼ぎ、彼が客をあしらう間に体を休める女郎たちに感謝されるようになる。
年の暮れ（西暦では年が明けて1863年）。佐平次は掃除のために高杉らの部屋に入り、たどんを片付けようとするが、激しい調子で止められる。それはたどんではなく、焼き討ちのために用意された手製の焼き玉であった。佐平次は盗み聞きによって彼らの計画をなんとなく知るようになる。

### おひさと徳三郎
英国公使館の建設に従事する大工・長兵衛は、相模屋に借金をしており、担保として娘・おひさを預けていたほか、仕事を終えるたびに大工道具を相模屋に置いて帰ることを決められていた。おひさは飯炊きや風呂焚きといった女中仕事に専念していたが、期日までに借金を返すことができず、おひさは女郎になることが決まる。おひさに惚れていた相模屋の息子・徳三郎は、女郎になる前に婚約すればすべてが帳消しになると考え、佐平次に十両を渡し、仲立ちを頼む。佐平次は高杉からもらった懐中時計を徳三郎に渡し「これを質入れすれば身請けするだけの大金になる」と吹き込む。徳三郎は店を出た途端に伝兵衛と鉢合わせし、さらに時計の蓋が開いて内蔵のオルゴールが鳴ってしまう。時計のことを以前から知っていた伝兵衛は徳三郎の魂胆を見抜いて怒り、徳三郎を土蔵の座敷牢に閉じ込めてしまう。おひさは父親の大工道具を使って救出を試みるが露見し、ともに座敷牢に閉じ込められる。
ここまでの様子を見届けた佐平次は長兵衛にかけ合い、おひさの解放を約束するのと引き換えに、英国公使館の絵図面を手に入れる。佐平次は高杉らに絵図面を売り、またも儲ける。高杉らが小舟で焼き討ちに出発する夜、佐平次は徳三郎とおひさを連れてきて船に同乗させ、駆け落ちさせる。

### 佐平次と杢兵衛
御殿山に火が上がり、女郎や客たちが鈴なりになって見物するのを尻目に、佐平次は「ここらが潮時だ」と逃げるための荷造りを始める。そこへ喜助が飛んできて「こはるの客・杢兵衛お大尽が『こはるを呼べ』と大騒ぎしている」と報告し、佐平次に対応を頼む。嫌気が差した佐平次は杢兵衛に「こはるは急死した」と告げ、座敷を去る。
寝静まる女郎や妓夫たちを見届け、佐平次は相模屋を出る。すると提灯を持った杢兵衛が待ち受け「墓に案内しろ」と佐平次に言う。佐平次はしかたなく近くの墓地に杢兵衛を連れて行き、適当な石塔を指して「こはるの墓だ」と教えた。杢兵衛は一心に拝むが、ふと顔を上げると、「享年二歳」となっていた。「墓石を偽ると地獄に落ちねばなんねえぞ」と怒る杢兵衛を尻目に、佐平次は「地獄も極楽もあるもんけえ。俺はまだまだ生きるんでえ」と捨て台詞を吐き、東海道の松並木を駈け去って行った。

### 幻のラストシーン
脚本段階では、上記のラストシーンに続き、墓場のセットが組まれているスタジオ（と観客に分かる状況）を佐平次が走り抜け、さらにスタジオの扉を開けて外に飛び出し、タイトルバックに登場した現代（1957年）の品川へ至り、そこにそれまでの登場人物たちが現代の格好をしてたたずみ、ただ佐平次だけがちょんまげ姿で走り去っていく、という案があった（採用されなかった経緯は下記）。

## キャスト
- 居残り佐平次：フランキー堺
無一文の男。悪い風邪をひいている。高杉の時計を拾ったことがきっかけで金持ちを装って相模屋で豪遊し、代金を返済するために居残って働く。
- 女郎・おそめ：左幸子
相模屋の女郎。こはるに人気を奪われ、見栄のために心中を計画する。
- 女郎・こはる：南田洋子
相模屋で一番人気の女郎であるが、客を待たせた挙げ句、相手をほとんどせずに済ませている。

- 高杉晋作：石原裕次郎
長州藩士。相模屋に長期逗留し、同志らと英国公使館の焼き討ちを計画する。
- 女中・おひさ：芦川いづみ
父の借金の担保として、相模屋で女中として働かされている。束縛から脱するため、好きでもない徳三郎と駆け落ちを図る。
- 杢兵衛大盡：市村俊幸
千葉から通いつめるこはるの客。

- 相模屋楼主・伝兵衛：金子信雄
相模屋の主人。番頭上がりの婿養子である。
- お辰：山岡久乃
伝兵衛の妻で、徳三郎の母。
- 徳三郎：梅野泰靖[2]
相模屋の若旦那で、お辰の実の息子。伝兵衛とは血のつながりがない。おひさに惚れ込み、駆け落ち計画に応じる。
- 番頭・善八：織田政雄
- 若衆・喜助：岡田真澄
相模屋の妓夫のひとり。佐平次につく。品川女郎が産んだ父なし子で、佐平次に「日本人離れした顔だ」とからかわれる。

- 若衆・かね次：高原駿雄
相模屋の妓夫のひとり。要領よく立ち働く佐平次をいまいましく思う。
- 若衆・忠助：青木富夫
- 若衆・三平：峰三平
- やり手・おくま：菅井きん
相模屋のやりて婆。おそめを贔屓している。
- 貸本屋・金造：小沢昭一
相模屋に出入りする貸本屋。顔があばただらけのため「アバ金」と呼ばれている。おそめに心中を持ちかけられるが、川が浅いため失敗し、恥をかかされた仕返しに幽霊のふりをして現れる。
- 大工・長兵衛：植村謙二郎
おひさの父。博打好きが高じ、おひさを相模屋に売った。借金返済のため、御殿山の英国公使館建設工事に従事する。

- 鬼島又兵衛：河野秋武
長州藩江戸詰見廻役。品川通いを藩士たちに見られ、口封じのために焼き討ち資金を提供する。
- 気病みの新公：西村晃
佐平次とともに無一文で相模屋に入ったひとり。
- のみこみの金坊：熊倉一雄
佐平次とともに無一文で相模屋に入ったひとり。
- 粋がりの長ンま：三島謙
佐平次とともに無一文で相模屋に入ったひとり。
- 仏壇屋・倉造：殿山泰司
こはるの客。清七の父。清七と相模屋で鉢合わせし、同じように起請文を交わしたことを知って怒る。
- 清七：加藤博司
倉造の息子。こはるの客。倉造と相模屋で鉢合わせし、同じように起請文を交わしたことを知って怒る。

- 志道聞多：二谷英明
長州藩士で、高杉とともに公使館焼き討ちを計画する。高杉の私物である時計を現金に変えようと奔走するが、品川で落としてしまう。
- 久坂玄瑞：小林旭
- 伊藤春輔：関弘美
- 大和弥八郎：武藤章生
- 白井小助：穂高渓介
- 有吉熊次郎：秋津礼二
- 長嶺内蔵太：宮部昭夫
以上は長州藩士で、高杉の仲間たち。

- 岡ッ引・平六：河上信夫
- 坊主・悠念：山田禅二
相模屋に出入りする僧侶。
- ガエン者・権太：井上昭文
死人のふりをして早桶の中に入ったアバ金を相模屋にかついで来る。
- ガエン者・玄十：榎木兵衛
死人のふりをして早桶の中に入ったアバ金を相模屋にかついで来る。
- 吉原の附馬：井東柳晴
- 呉服屋：小泉郁之助
- 新造・おとら：福田とよ

- 女郎・おもよ：新井麗子
- 女郎・およし：竹内洋子
- 女郎・おてつ：芝あをみ
- 女郎・おうの：清水千代子
- 女郎・おさだ：高山千草
- ナレーター：加藤武（クレジットなし[1]）

## スタッフ
- 監督：川島雄三
- 製作：山本武
- 脚本：田中啓一、川島雄三、今村昌平
- 風俗考証：木村荘八

- 撮影：高村倉太郎
- 照明：大西美津男
- 録音：橋本文雄

- 美術：中村公彦、千葉一彦
- 編集：中村正
- 音楽：黛敏郎

- 助監督：今村昌平
- 特殊撮影：日活特殊技術部
- 製作主任：林本博佳
- 資料提供：宮尾しげを、安藤鶴夫
- 所作指導：沢村門之助
- 監督助手：浦山桐郎、遠藤三郎、磯見忠彦（クレジットなし）

### デジタル修復版スタッフ
- 共同事業：日活株式会社、東京国立近代美術館フィルムセンター
- 監修：橋本文雄、萩原泉
- 技術協力：株式会社IMAGICA、株式会社IMAGICAウェスト、AUDIO MECHANICS

## 製作

### 企画
本作の冒頭に表示される「日活製作再開三周年記念」とは、戦時中の企業整備令（1942年）によって製作部門が（大都映画、新興キネマとともに）大映に合併したことで配給専門の会社となっていた日活が、戦後の1954年に日活撮影所が再興したことで自社作品の製作を再開してから3周年という意味である。新生日活は撮影所再開に際し、主に技術部門を東宝から、監督部門を松竹大船撮影所からそれぞれ引き抜いた。本作をまかされた川島雄三もまた、松竹大船からの移籍組（他に西河克己、鈴木清順、今村昌平などがいる）であった。

### 脚本
脚本に原作はなく、田中啓一（山内久の変名）、本作のチーフ助監督も務めた今村昌平、川島の3人が共同でオリジナル脚本を執筆した。落語『居残り佐平次』から主人公を拝借し、『品川心中』『三枚起請』『お見立て』など、遊郭・妓楼を舞台にした落語の演目の要素が随所に散りばめられ、英国公使館焼き討ち事件が題材に加えられた。
日活は当初文芸映画や新国劇との合作を主としたが、1956年に『太陽の季節』を大ヒットさせると、同作出演により新時代のスターとなった石原裕次郎らが主演する若者向けの作品を量産する路線に転換した。『太陽の季節』など一連の「太陽族映画」に対する世間の風当たりは強く、日活内部でもこの路線を拒否する傾向が強かった。そんな中で川島らが会社に提出した脚本は幕末の「太陽族」を意識させるものであり、以後映画が完成するまでの間、川島と日活上層部との軋轢が絶えなかったという。

### キャスティング・撮影
- 高杉晋作役は本来三橋達也が予定されていたが、彼の方から断ったため、太陽族の象徴的役者であった石原裕次郎が演じることになった。
- 本作冒頭タイトルバックのナレーションを務めたのは加藤武である。彼はフランキー堺と親交が深く、本編にも出演したかったそうだが、スケジュールの都合でナレーションのみの参加となったという[1]。
  - 冒頭のタイトルバックで、「さがみホテル」が登場する。これは舞台となる「相模屋」の映画撮影当時の姿である。幕末時、品川宿に実在した「相模屋」は吉原遊廓のような本格的な妓楼でなく、業態はいわゆる飯売旅籠であった。「土蔵相模」という呼び名でも知られている（相模屋の復元模型が品川区立品川歴史館に展示されている）。高杉晋作や久坂玄瑞は実際に「土蔵相模」に滞在し、本作でも言及される英国公使館焼き討ち事件をここで計画したとされている。
- 小沢昭一演じる貸本屋の金造が川に落ちるシーンで、本物の猫の死骸を抱いている。この猫はかつて撮影所の小道具部屋で飼われていて、猫好きの小沢は、部屋の前を通るたびにその猫の頭を撫でるなどして親しんでいたが、本作撮影時にたまたま死んでしまい、その猫と「共演」することとなったものである。小沢は晩年に至るまで、その猫の霊に手を合わせていた[3]。
- 上記の「幻のラストシーン」は、川島雄三がかねてから抱いていた逃避願望および、それとは相反する形で佐平次に託した力強さが時代を突き抜けていくことを表現する、本作を象徴するシーンになるはずだったが、演出があまりに斬新すぎたために、現場のスタッフやキャストからは「意味が分からない」と反対の声が飛び出した。川島が自らの理想像とまで見なしていた佐平次役のフランキー堺まで反対に回り、結局現場の声に従わざるを得なかった（フランキー堺は後年「あのとき監督に賛成しておくべきだった」と語っている）。
このシーン案については、川島の日活に対する怒りが「撮り逃げ」という形で表れたとする説、「サヨナラだけが人生だ」という言葉を残した川島の人生哲学が反映されたとする説、あるいは故郷の恐山に対する嫌悪と畏怖など諸説がある。実際に採用されたシーンも、幻となった案も、それまでの軽快なタッチとは異なり、墓場が「陰鬱で、嫌悪と恐怖を抱かせる存在」として描かれ、そこから逃避する、という演出点は共通している。
佐平次は懐中時計を修繕する能力を有しており、これが時間の超越を暗示する伏線であった可能性がある。

### 公開後
川島は本作を最後に日活から東京映画へと移籍することになった。記念作品としてシリアスな大作を期待されたにも関わらず喜劇映画となったことや、石原や小林旭などのスター俳優を脇に回し軽喜劇で人気を博していたフランキー堺を主役に据えたことおよび、品川宿のセット予算などの制作費の問題によって、会社と現場が軋轢を生じたこと、そして川島がかねてから抱いていた待遇の不満などが積み重なってのこととされる。

#### 修復・再公開
日活が2012年に創業100周年を迎えることを記念して、それに先立つ2011年に、日活と東京国立近代美術館フィルムセンターの共同事業として本作のデジタル修復作業が行われた。修復の際、本作で録音を担当した橋本文雄が、「録音・修復監修」の肩書で参加した。
このデジタル修復版は同年に世界各国で巡回上映された。日本でも一般公開されたのち、12月より日本全国でも順次公開された。

## 評価
映画雑誌等で、以下のように選出されている。
- 1979年：『キネマ旬報』戦後復刊800号記念「日本公開外国映画ベストテン」第11位
- 1989年：『キネマ旬報』戦後復刊1000号記念「日本映画史上ベストテン」第6位
- 1989年：『文藝春秋』「大アンケートによる日本映画ベスト150」第9位
- 1995年：『キネマ旬報』「オールタイムベストテン・日本映画編」第10位
- 1999年：『キネマ旬報』創刊80周年記念「映画人が選ぶオールタイムベスト100・日本映画編」第5位
- 2009年：『キネマ旬報』創刊90周年記念「映画人が選ぶオールタイムベスト100・日本映画編」第4位

## 影響
- 今村昌平が1981年（昭和56年）に製作した『ええじゃないか』は、舞台を両国橋周辺に移し時代も数年先としているが、『幕末太陽傳』でやり残した部分を映画化した気配が濃厚な作品だった。
- フランキー堺は生前の川島と東洲斎写楽の映画『寛政太陽傳』を作ろうと約束していたという。川島は「写楽はフランキー以外に考えられない」と語っていた。それが果たされずに川島が死去したため、フランキーは俳優業のかたわら写楽の研究を続け、1995年（平成7年）に自ら企画・製作に参加して『写楽』（篠田正浩監督）を作り上げた。フランキーが高齢になったため、写楽役は真田広之が演じることになり、フランキーは蔦屋重三郎役に回った。川島との約束を果たしたフランキーは、『写楽』公開の翌年に死去した。同じく『寛政太陽伝』映画化実現に関わっていた河合義隆は、銀座セゾン劇場の誘いで『きらら浮世伝』として舞台化し（脚本・横内謙介）、演出を担当して1987年に初演した[6]。
- 川島を師とあおぐ藤本義一は、大阪が舞台である『とむらい師たち』（葬式屋の生涯）の脚本で、勝新太郎を川島に見立てて主人公を造型した。ラストで勝が生と死の挟間で彷徨する地獄とも思えるシーン（墓場は川島が好んで使用したモチーフである）は、川島の出身地恐山そのものである。

上記のラストシーン案は、のちに映画人に知られるに至り、さまざまな作品でオマージュされている。
- 今村は自身のドキュメンタリー映画『人間蒸発』で、ラストシーンの部屋がセットだという事を観客に明かし、映画とドキュメントと現実社会の境界の曖昧さを問い掛けた。
- 川島と同郷である寺山修司は、恐山を舞台にした『田園に死す』のラストで、東北の旧家のセットが崩壊すると、その後ろから1970年代の新宿駅東口交差点が現われる演出をしている。また、崩壊したセットの周囲を現代人となった映画の登場人物たちが往来するシーンなどにも、影響が見受けられる。
- アニメーター・映画監督の庵野秀明は、『新世紀エヴァンゲリオン』制作中に「『幕末太陽傳』をやりたかった」と各媒体でたびたび語っており、テレビ版最終回で実写のスチル映像が紛れ込んだり、「もう一つの可能性」と称してまったく雰囲気の異なる学園ラブコメ（劇中劇）になり、その最後がアフレコ台本で終わるのも、本作のラスト、そして川島の積極的逃避哲学から影響を受けた結果であるという[要出典]。
  - 2021年公開の『シン・エヴァンゲリオン劇場版』のラストシーンは、主人公の碇シンジがマリと走り出すと画面が実写の宇部新川駅に切り替わり、駅から出てきた2人が宇部の街へと走っていくという、本作のボツとなった幻のラストシーンと同様の画面展開となっている。

## 舞台
本作を原案とした同名タイトルの舞台化作品が複数上演されている。

### 2015年版
江本純子の脚本・演出、青木崇高の主演で、2015年9月に本多劇場で上演された。
キャスト
- 居残り佐平次：青木崇高
- 女郎おそめ：田畑智子
- 女郎こはる：MEGUMI
- 高杉晋作：小林且弥

### 宝塚歌劇版
2017年4月から7月まで、宝塚歌劇団雪組公演として宝塚大劇場と東京宝塚劇場で上演。脚本・演出は小柳奈穂子が担当。主演は、早霧せいな・咲妃みゆ。併演はShow Spirit『Dramatic “S”!』（作・演出は中村一徳）。本作は早霧と咲妃の退団公演であった。
また、宝塚大劇場公演は、宝塚歌劇団103期生の初舞台公演であった。
キャスト
- 佐平次：早霧せいな
- おそめ：咲妃みゆ
- 高杉晋作：望海風斗

### 2019年版
『川島雄三監督生誕100周年プロジェクト 幕末太陽傳 外伝』の題で2019年4月18日 - 28日、三越劇場にて上演された。脚本・演出：なるせゆうせい。
キャスト
- 居残り佐平次：崎山つばさ
- 高杉晋作：入江甚儀
- 女郎おそめ：愛原実花
- 女郎こはる：武藤十夢
- 女中おひさ：中野あいみ